# Карл Бергер (ветеринар)
Карл Вільгельм Генріх Бергер (нім. Karl Wilhelm Heinrich Berger; 24 грудня 1885, Бромберг — 12 січня 1952, Плен) — німецький військовий ветеринар, доктор ветеринарії, генерал-майор ветеринарної служби вермахту (1939).

## Біографія
23 березня 1911 року вступив в Прусську армію. В 1913 році призначений ветеринаром 14-го уланського полку. Учасник Першої світової війни. Після демобілізації армії залишений в рейхсвері. З 1 січня 1941 року — головний ветеринар 8-го піхотного полку, з 1938 року — 11-ї піхотної дивізії. З 10 листопада 1938 року — головний ветеринар корпусу в головнокомандування прикордонних части в Саарпфальці. В 1939 році звільнений у відставку, проте в тому ж році був призваний на службу і призначений головним ветеринаром 24-го, 15 грудня 1940 року — 50-го, 15 лютого 1941 року — 53-го армійського корпусу. 10 грудня 1941 року відправлений в резерв 3-го запасного ветеринарного батальйону, в якому перебував до 31 грудня 1942 року. 31 серпня 1943 року звільнений у відставку.

## Нагороди
- Залізний хрест 2-го класу
- Почесний хрест ветерана війни з мечами
- Медаль «За вислугу років у Вермахті» 4-го, 3-го, 2-го і 1-го класу (25 років)
- Медаль «За Атлантичний вал»
- Хрест Воєнних заслуг 2-го класу з мечами